# Tanaecia niasana
Tanaecia niasana är en fjärilsart som beskrevs av Talbot och Corbet 1943. Tanaecia niasana ingår i släktet Tanaecia och familjen praktfjärilar. Inga underarter finns listade i Catalogue of Life.